# Solenomelus segethi
Solenomelus segethi là một loài thực vật có hoa trong họ Diên vĩ. Loài này được (Phil.) Kuntze miêu tả khoa học đầu tiên năm 1898.